# هوغو دي لوس رييس تشافيز
هوغو دي لوس رييس تشافيز هو مدرس وسياسي فنزويلي، ولد في 6 يناير 1933 في باريناس في فنزويلا. نشط حزبياً في كوباي والحزب الاشتراكي الموحد الفنزويلي وحزب العمل الديمقراطي.